# El Tepual
El Tepual (ICAO: SCTE, IATA: PMC) is de luchthaven van de stad Puerto Montt, in Chili. Het is de belangrijkste luchthaven van de regio Los Lagos.